# سيسيقمبيز

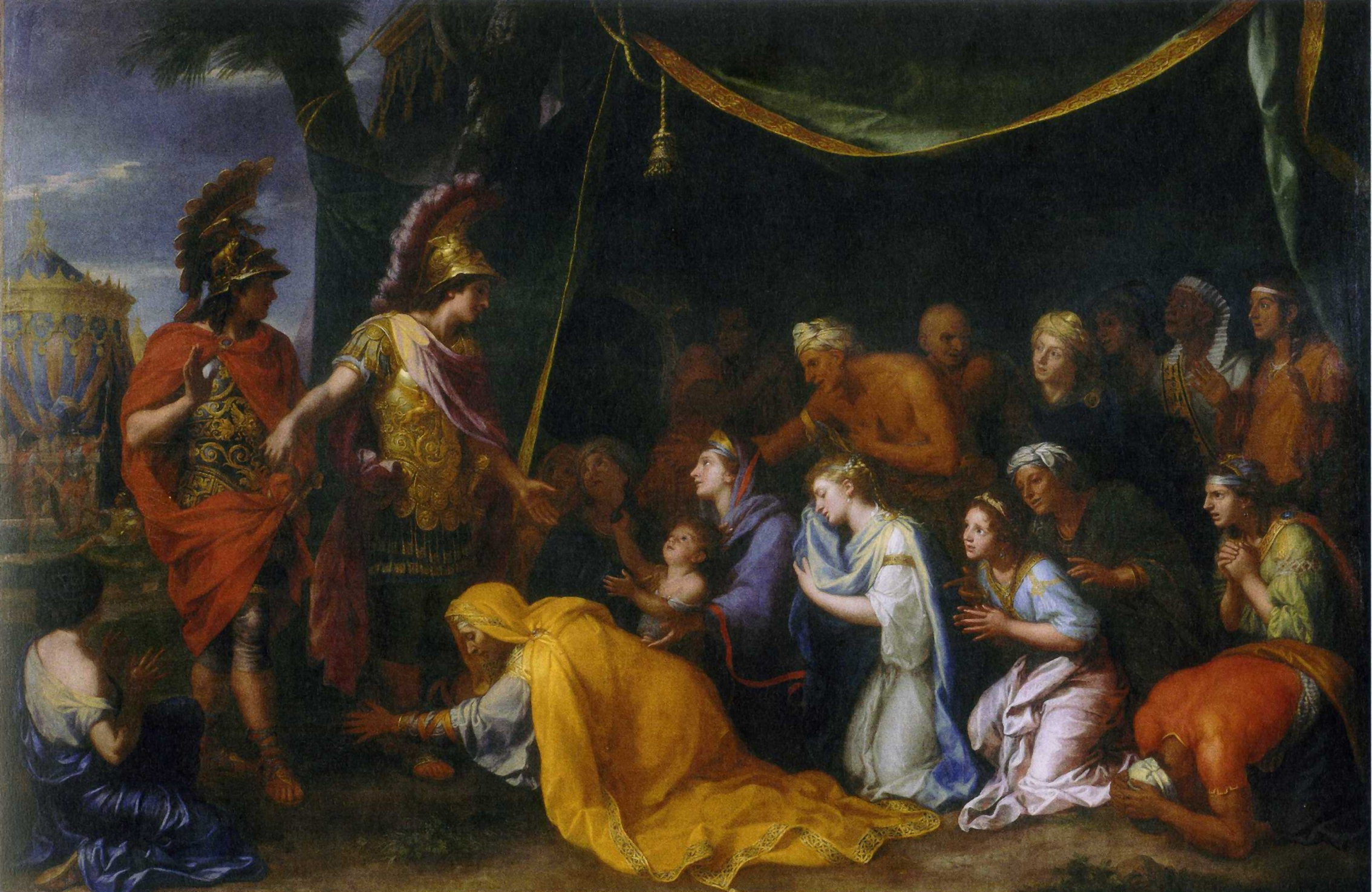
سيسيقمبيز مع عائلتها وهي تركع لهيفايستون بدلاً من الإسكندر لوحة لتشارلز لي برون

سيسيقمبيز هي والدة الملك الفارسي الأخميني داريوس الثالث آخر ملوك الإمبراطورية الفارسية قبل أن يتم إسقاطها عن طريق إسكندر المقدوني، تم أسرها من قبل الإسكندر بعد انتصاره في معركة إسوس في سنة 333 ق م، كرست نفسها له بعد ذلك ووصفها الإسكندر فيما بعد بالأم.

## حياتها المبكرة
يعتقد أن سيسيقمبيز هي ابنة الملك أرتحششتا الثاني وهناك من يعتقد أنها ابنة شقيقه أوستن. تزوجت سيسيقمبيز بعد ذلك من شقيقها أرساميس (تقليد فارسي قديم) وأنجبت منه كل من الملك داريوس الثالث وأوكسيات وستاتيرا الأولى التي تزوجت لاحقاً من داريوس.

## غزو الإسكندر
بعد انتصار الإغريق في معركة إسوس قاموا بعدها بمطاردة الملك داريوس والتي وصلت أنباء لهم أنه كان قريب من المعركة، إضطر داريوس بعد هزيمته للهرب سريعاً وترك كل من عائلته وزوجته وأولاده في أرض المعركة فتمكن الإسكندر من أسرهم. وحسب ما ورد عند المؤرخين أنه عند وصول الإسكندر وحاشيته للعائلة الفارسية المالكة ركعت سيسيقمبيز لهيفايستيون بدلاً من الإسكندر بعد أن ظنت أنه هو الإسكندر، لكن عندما أدركت سيسيقمبيز أنها مخطئة قال لها الإسكندر: أنت لست مخطئة وهذا الرجل هو الإسكندر أيضاً.
أثناء معركة غوغميلا في سنة 331 ق م حاول داريوس الوصول لعائلته وتحريرهم من الأسر، حيث خصص حامية من المرتزقة السكيثيين في الجيش الفارسي لتحريرهم، إلا أن قوات الإسكندر إكتشفتهم وقامت بكسرهم. بعد النصر على الفرس رفضت سيسيقمبيز الاحتفال به. ذكر المؤرخ كوينتوس كورتيوس روفوس أن سيسيقمبيز لم تغفر أبداً لداريوس بما فعله بها لتركها هي وعائلته أسرى بيد الإسكندر. وبعد مقتل إبنها داريوس أثناء هروبه من الإسكندر واكتشاف جثته ذكرت سيسيقمبيز: أنا ليس لدي إلا ابن واحد وهو الإسكندر وهو ملك كل بلاد فارس.

## تحت حكم الإسكندر
بعد وفاة داريوس وانتصار الإسكندر زوجت حفيدتها ستاتيرا الثانية للإسكندر في سوسة، بعد ذلك تركت سوسة لتذهب لتعلم الإغريقية بعد مرافقتها للإسكندر أثناء حملاته. بعد سماعها لنبأ وفاة الإسكندر، سيسيقمبيز حزنت وبقية كل اليوم في غرفتها ورفضت الأكل لأربعة أيام.

## الإرث
أصبحت صورة ركوع سيسيقمبيز لهيفايستون بدلاً من الإسكندر شعبية في الثقافة الفنية الأوروبية، وتم رسم عدة لوحات لها من قبل رسامين مشهورين مثل تشارلز لي برون وباولو فيرونيسي وجستس سسترمانس.
تم تسمية كويكب باسم 823 سيسيقمبيز نسبةً لها.